# Jacobus Halvardi Sandelius
Jacobus Halvardi Sandelius, född 1581, död 7 juni 1623 i Röks socken, var en svensk präst i Röks församling.

## Biografi
Jacobus Halvardi Sandelius föddes 1581. Han blev 1597 student vid Uppsala universitet, Uppsala och studerade sedan vid universitet utomlands. Sandelius blev 1612 hovpredikant hos drottning Kristina av Holstein-Gottorp. År 1615 blev han kyrkoherde i Röks församling. Sandelius avled 7 juni 1623 i Röks socken.

### Familj
Sandelius gifte sig med Karin Erlandsdotter. De fick tillsammans fem barn som alla dog i pesten 1623.